# Bufonia pabotii
Bufonia pabotii là loài thực vật có hoa thuộc họ Cẩm chướng. Loài này được Chrtek & Krísa mô tả khoa học đầu tiên năm 1999.